# Esteban Gaubeka
Esteban Gaubeka Mendizabal, conocido como Gallo (Arminza, Vizcaya, 10 de diciembre de 1977), es un pelotari profesional español de la modalidad de pala. Debutó el 21 de diciembre de 2002, en el Frontón Deportivo de Bilbao.

## Palmarés
- 2002 – Medalla de oro en el XIV Campeonato del Mundo de Pelota de Pamplona (aficionados).
- 2003 – Campeón de Euskadi Individual del 8 y medio. Campeón del Torneo Villa de Bilbao. Subcampeón de Euskadi Parejas.
- 2004 – Campeón de Euskadi Individual. Campeón de Euskadi individual del 8 y medio. Subcampeón del Torneo Villa de Bilbao.
- 2005 – Campeón de Euskadi Individual. Subcampeón de Euskadi Parejas. Subcampeón de Euskadi Individual del 8 y medio. Subcampeón del Torneo Villa de Bilbao.
- 2006 – Campeón del Torneo Villa de Bilbao.
- 2007 – Subcampeón de Euskadi Parejas. Subcampeón del Mundo Parejas. Subcampeón del Torneo Villa de Bilbao.
- 2008 – Campeón del Mundo Individual. Campeón de Euskadi Parejas. Campeón del Torneo Villa de Bilbao.
- 2009 – Campeón del Mundo de Parejas. Subcampeón del Mundo Individual. Subcampeón de Euskadi Parejas.
- 2010 – Campeón del Mundo Individual. Campeón de Euskadi Parejas. Subcampeón de Euskadi Individual del 8 y medio. Subcampeón del Torneo Villa de Bilbao.
- 2011 – Subcampeón del Torneo Villa de Bilbao.
- 2012 – Campeón del Mundo de Parejas. Campeón de la Liga de Parejas. Subcampeón del Open Internacional. Subcampeón del Torneo Villa de Bilbao.
- 2013 – Campeón del Torneo Villa de Bilbao. Subcampeón del Mundo Individual. Subcampeón del Mundo de Parejas. Subcampeón de la Liga de Parejas.
- 2014 – Campeón del Open Internacional. Subcampeón de la Liga de Parejas.
- 2015 – Campeón de Euskadi Parejas. Campeón del Torneo Villa de Bilbao. Subcampeón del Mundo Parejas. Subcampeón del Open Internacional.
- 2016 – Campeón de la Liga de Parejas. Subcampeón del Mundo Individual. Subcampeón del Mundo de Parejas.
- 2017 – Campeón de la Liga de Parejas. Subcampeón del Mundo de Parejas.
- 2018 – Campeón del Mundo Individual. Campeón del Open Internacional. Campeón del Torneo Villa de Bilbao. Medalla de plata en el XVIII Campeonato del Mundo de Pelota de Pamplona (aficionados).
- 2019 – Subcampeón del Mundo Individual. Campeón del Mundo de Parejas. Subcampeón del Torneo Villa de Bilbao. Subcampeón de la Liga de Parejas.
- 2020 – Campeón del Mundo Individual. Campeón del Torneo Villa de Bilbao. Campeón del Mundo de Parejas.
- 2021 – Subcampeón del Mundo Individual. Campeón del Open Bizkaia. Subcampeón del Mundo de Parejas. Subcampeón de la Liga de Parejas.
- 2022 – Subcampeón del Mundo Individual. Campeón del Open Bizkaia. Subcampeón del Torneo Villa de Bilbao.
- 2023 – Subcampeón del Mundo Parejas. Subcampeón del Open Bizkaia. Subcampeón de la Liga de Parejas.
- 2024 – Subcampeón del Open Bizkaia. Subcampeón del Torneo Villa de Bilbao. Subcampeón I Sopela Pro.